# Анзабегово Вршник група
Анзабегово Вршник група је културна група која се везује за крај раног и почетак средњег неолита Тесалије (Пресескло, Магулица и Сескло), а има сличности и са Протосесклом. Распростирала се од Барутнице у Анзабегову, преко Горубинаца, Слатине у Скопској котлини и Вршника.
Подела је извршена на Анзабегово Вршник Iа-ц, II, III, IV.

## Насеља
Насеља су распоређена на речним терасама или благим падинама у близини потока. Куће су четвртасте, могу имати 2 просторије. Направљене су од коља, а под је од набоја. У првој фази пронађена је кућа од ћерпича. Откривене су и калотасте пећи, као и четвртасте грађевине са зидовима од набијене земље.
Мртве су сахрањивали у насељима у згрченом положају на левом или десном боку.

## Покретни инвентар
У свим фазама је упадљиво сиромаштво налаза оруђа. Заступљене су трапезасте секире, секире са суженом ушицом, језичасте секире и длета.
Керамика је веома бројна. Површина суда је брижљиво обрађена и полирана, често осликана. У свим фазама се јавља и монохромна керамика, у фази I ружичаста, а у фази IV сиво-црна.
Од облика присутни су лоптасти и полулоптасти судови различитих димензија, са вратом који може бити профилисан и то благо конично издвојен, цилиндричан или разгрнут. Јављају се и тунеласте дршке.
На неким примерцима нађени су отисци асуре на дну.
Пластика је ретка, јављају се антропоморфне статуете са предимензионираним вратом.